# Pitak Kampita
Pitak Kampita (ur. 12 lutego 1971) – tajski judoka. Olimpijczyk z Atlanty 1996, gdzie zajął 21. miejsce w wadze ciężkiej.
Uczestnik mistrzostw świata w 1995. Triumfator igrzysk Azji Południowo-Wschodniej w 2001 i 2003 roku.

## Letnie Igrzyska Olimpijskie 1996
| Konkurencja | Eliminacje              | Klas. końcowa |
| Konkurencja | Przeciwnik I            | Miejsce       |
| ----------- | ----------------------- | ------------- |
| +95 kg      | Frederico Flexa (BRA) P | 21.           |